# كيارا
كيارا سولتيرس (بالإنجليزية: Kiara Soulters)‏ الشهيرة باسمها الأوّل: كيارا (بالإنجليزية: Kiiara)‏ هي مغنية وكاتبة أغاني أمريكية من مواليد 24 مايو 1995.

## روابط خارجية
- كيارا على موقع IMDb (الإنجليزية)
- كيارا على موقع ميوزك برينز (الإنجليزية)
- كيارا على موقع أول ميوزيك (الإنجليزية)
- كيارا على موقع ديسكوغز (الإنجليزية)